# Casebook: Jack the Ripper
Casebook: Jack the Ripper er en hjemmeside helliget det historiske mysterium Jack the Ripper-morderne i Whitechapel og de omkringliggende områder af London i 1888 og eventuelt andre år. Hjemmesiden blev startet i januar 1996 og har mistanke, offer og vidneoversigter samt mere end to tusinde datidige presseklip. Moderne artikler, bøger og filmanmeldelser, politietbiografier og en aktiv onlineforum er også tilgængelige. Hjemmeside drives af dens grundlægger, Stephen P. Ryder, og er blevet rost for at være »en af de vigtigste ressourcer for Ripper-information i dag.« 